# Белозубка Бейли
Белозубка Бейли, или семиенская белозубка (лат. Crocidura baileyi), — вид млекопитающих рода Белозубки семейства Землеройковые. Видовой эпитет дан в честь американского зоолога Альфреда Маршалла Бейли (1894—1978).
Встречаются в трёх изолированных локациях в высокогорьях Эфиопии в долине Rift Valley. Это горная разновидность рода Белозубки, которая обнаружена в горных лугах и кустарниковых пустошах в афро-альпийской зоне на высотах от 2,700 до 3,300 м. Охраняются в Национальном парке Simien National Park (Эфиопия). Включены в «Международную Красную книгу» (англ. IUCN Red List of Threatened Animals) МСОП.